# يوسف بلعباس
كان يوسف بلعباس وزيرا للصحة بالمغرب في 24 ديسمبر 1958 خلال حكومة عبد الله إبراهيم.
في 26 فبراير 1961، تم تعيينه في نفس المنصب، ثم مرة ثالثة خلال التعديل في 2 يونيو 1961.
في 5 يناير 1963، تم تعيينه وزيرا للتربية الوطنية. أعيد تعيينه في نفس المنصب في 13 نوفمبر 1963 في ظل حكومة أحمد بحنيني.

## أحداث 1965
شغل يوسف بلعباس منصب سفير المغرب في باريس، ووزيرا للصحة، لكن شهرته اكتسبها في وزارة التعليم باعتباره مفجر انتفاضة 1965 بمرسوم وزاري أثار أقوى غضبة لتلاميذ المغرب.
فبتاريخ 19 فبراير 1965، أصدر وزير التربية الوطنية يوسف بلعباس، مذكرة وزارية تقضي بمنع التلاميذ الذين تجاوز سنهم 16 عاما في السنة الرابعة إعدادي من الانتقال إلى الأقسام الثانوية، وجاء في المذكرة:
| يوسف بلعباس | من الضروري ألا يتوجه إلى السنة الرابعة من الثانوي سوى التلاميذ القادرين على متابعة الدراسة في إحدى الشعب المتخصصة من السلك الثاني، وأنه يمكن أن يتوجه إلى السنة الرابعة من الثانوي التلاميذ المزدادون عام 1948 وتبلغ أعمارهم 16 سنة أو أكثر فلا يمكنهم ولوج السلك الثاني من الثانوي والوصول إلى الباكالوريا | يوسف بلعباس |

أثار هذا القرار حفيظة التلاميذ الذين اعتبروه مجحفا في حقهم، ورأوا أنه يسعى لحرمان جزء كبير منهم من استكمال مسيرتهم الدراسية.
وفي يوم الإثنين 22 مارس من سنة 1965 تظاهر تلاميذ 13 ثانوية بالدار البيضاء، لكن السلطات قابلت هذه المظاهرات بموجة كبيرة من الاعتقالات.
وفي يوم 23 مارس تجمع التلاميذ وانطلقوا في مظاهرة حاشدة صوب درب السلطان معقل الطبقة العاملة آنذاك حيث انضم إلى المظاهرة آلاف العمال والمعطلين، ثم اتجهوا بعد ذلك إلى باب مراكش وبعده إلى المدينة القديمة.
لكن لم يكتب لذلك اليوم أن يمر من دون دماء، ففي حدود الساعة الثالثة زوالا تلقى الجيش أوامر لإطلاق النار على المتظاهرين وبدأ البعض منهم يتساقط على الأرض من دون حراك، وهم في ريعان شبابهم، وتتضارب الأرقام بخصوص أعداد القتلى في هذه الأحداث، غير أنها تجمع كلها على أن عددهم بالعشرات.
لم تقتصر المظاهرات على مدينة البيضاء، ففي نفس اليوم أعلن عن إضراب عام بمدينة فاس من لدن رجال التعليم. وبعد يومين من ذلك قاد معهد شراردة وثانويات مولاي إدريس ومولاي رشيد ومعهد الفتيات بفاس إضرابا احتجاجا على سياسة الحكومة في التعليم، فحاصرت الشرطة المتظاهرين، واعتقل المئات من التلاميذ وقدموا إلى المحاكمة.